# 兔街镇 (威宁县)
兔街镇，是中华人民共和国贵州省毕节市威宁彝族回族苗族自治县下辖的一个乡镇级行政单位。
2015年12月8日，贵州省人民政府批复同意撤销兔街乡建制，设置兔街镇，撤乡设镇后行政区域和政府驻地不变。

## 行政区划
兔街镇下辖以下地区：
兔街村、青竹村、沙平村、青丰村、新荣村、杨柳村、龙洞村、和平村、乐园村、花红平村、新升村、新光村和高原村。